# Orlando Aravena
Orlando Enrique Aravena Vergara (Talca, 21 de octubre de 1937-Santiago, 21 de marzo de 2024) fue un futbolista y director técnico chileno. Dirigió la selección chilena de fútbol entre 1987 y 1989, totalizando diecinueve triunfos en 41 partidos clase A.

## Trayectoria

### Como futbolista
Se inició en las divisiones de menores de Magallanes debutando a los 18 años en primera división.  Al año siguiente, 1958, fue transferido a Deportes La Serena, equipo que realizaría buenas campañas los años 1962 y 1963, torneos en los cuales el cuadro "Papayero" lograría los puestos 4° y 3°, respectivamente, por detrás de los grandes de Santiago. 
Una buena temporada en Palestino en 1965 lo catapultaría a Colo-Colo en donde jugará hasta 1969. Vuelve a Deportes La Serena el año 1970, para terminar su carrera como futbolista en Ñublense de Chillán en la Segunda División.

### Como entrenador
En los clubes en que dirigió siempre realizó buenas campañas; recordadas son sus temporadas de 1983 con Rangers de Talca y con Palestino en 1986, cuando logró el subcampeonato de la Primera División.
Siendo técnico de Palestino en 1987, se le otorgó un permiso para dirigir la selección Sub-23 en el Torneo Preolímpico de Bolivia y luego en la Copa América de Argentina, donde, tras derrotar a Venezuela, Brasil (4:0) y Colombia, la selección chilena llegó a la Final de la Copa América donde cayó derrotada ante Uruguay.
En 1988, asumió a tiempo completo la dirección técnica de la selección de fútbol de Chile para participar en la Copa América de Brasil y luego en las Eliminatorias para el Mundial de Italia 1990. En este último proceso eliminatorio, ocurrió el episodio conocido como el Maracanazo o Bengalazo, que le trajo como consecuencia un castigo por parte de la FIFA de no volver a dirigir de por vida a nivel internacional y un castigo de cinco años a nivel nacional. Dirigió en 41 oportunidades la Selección de fútbol de Chile.
Volvió a dirigir a Palestino en 1996 y a Santiago Morning en el Torneo Clausura 2006, en donde dirigió 2 fechas al cuadro autobusero.

#### Partidos dirigidos con selecciones[10]
| Partidos dirigidos en la selección chilena | Partidos dirigidos en la selección chilena | Partidos dirigidos en la selección chilena | Partidos dirigidos en la selección chilena | Partidos dirigidos en la selección chilena | Partidos dirigidos en la selección chilena |
| N.º                                        | Fecha                                      | Lugar                                      | Rival                                      | Resultado                                  | Competición                                |
| ------------------------------------------ | ------------------------------------------ | ------------------------------------------ | ------------------------------------------ | ------------------------------------------ | ------------------------------------------ |
| 1                                          | 19 de junio de 1987                        | Lima                                       | Perú                                       | 3-1                                        | Amistoso                                   |
| 2                                          | 21 de junio de 1987                        | Lima                                       | Perú                                       | 0-2                                        | Amistoso                                   |
| 3                                          | 24 de junio de 1987                        | Santiago                                   | Perú                                       | 1-0                                        | Amistoso                                   |
| 4                                          | 30 de junio de 1987                        | Córdoba                                    | Venezuela                                  | 3-1                                        | Copa América 1987                          |
| 5                                          | 3 de julio de 1987                         | Córdoba                                    | Brasil                                     | 4-0                                        | Copa América 1987                          |
| 6                                          | 8 de julio de 1987                         | Córdoba                                    | Colombia                                   | 2-1                                        | Copa América 1987                          |
| 7                                          | 12 de julio de 1987                        | Buenos Aires                               | Uruguay                                    | 0-1                                        | Copa América 1987                          |
| 8                                          | 23 de mayo de 1988                         | Toronto                                    | Grecia                                     | 0-1                                        | Sir Stanley Matthews Cup                   |
| 9                                          | 25 de mayo de 1988                         | Toronto                                    | Canadá                                     | 0-1                                        | Sir Stanley Matthews Cup                   |
| 10                                         | 1 de junio de 1988                         | Stockton                                   | Estados Unidos                             | 1-1                                        | Amistoso                                   |
| 11                                         | 3 de junio de 1988                         | San Diego                                  | Estados Unidos                             | 3-1                                        | Amistoso                                   |
| 12                                         | 5 de junio de 1988                         | Fresno                                     | Estados Unidos                             | 3-0                                        | Amistoso                                   |
| 13                                         | 13 de septiembre de 1988                   | La Serena                                  | Ecuador                                    | 3-1                                        | Amistoso                                   |
| 14                                         | 27 de septiembre de 1988                   | Asunción                                   | Paraguay                                   | 0-2                                        | Copa Boquerón                              |
| 15                                         | 29 de septiembre de 1988                   | Asunción                                   | Ecuador                                    | 0 (3)-0 (4)                                | Copa Boquerón                              |
| 16                                         | 25 de octubre de 1988                      | Arica                                      | Perú                                       | 2-0                                        | Copa del Pacífico 1988                     |
| 17                                         | 1 de noviembre de 1988                     | Concepción                                 | Uruguay                                    | 1-1                                        | Copa Juan Pinto Durán 1988                 |
| 18                                         | 9 de enero de 1988                         | Montevideo                                 | Uruguay                                    | 1-3                                        | Copa Juan Pinto Durán 1988                 |
| 19                                         | 23 de noviembre de 1988                    | Lima                                       | Perú                                       | 1-1                                        | Copa del Pacífico 1988                     |
| 20                                         | 29 de enero de 1989                        | Guayaquil                                  | Ecuador                                    | 0-1                                        | Amistoso                                   |
| 21                                         | 1 de febrero de 1989                       | Armenia                                    | Perú                                       | 0-0                                        | Copa Centenario de Armenia                 |
| 22                                         | 5 de febrero de 1989                       | Armenia                                    | Colombia                                   | 0-1                                        | Copa Centenario de Armenia                 |
| 23                                         | 20 de abril de 1989                        | Santiago                                   | Argentina                                  | 1-1                                        | Amistoso                                   |
| 24                                         | 5 de mayo de 1989                          | Los Ángeles                                | Guatemala                                  | 1-0                                        | Four Nations Tournament                    |
| 25                                         | 7 de mayo de 1989                          | Los Ángeles                                | El Salvador                                | 1-0                                        | Four Nations Tournament                    |
| 26                                         | 23 de mayo de 1989                         | Londres                                    | Inglaterra                                 | 0-0                                        | Copa Rous 1989                             |
| 27                                         | 26 de mayo de 1989                         | Belfast                                    | Irlanda del Norte                          | 1-0                                        | Amistoso                                   |
| 28                                         | 30 de mayo de 1989                         | Glasgow                                    | Escocia                                    | 0-2                                        | Copa Rous 1989                             |
| 29                                         | 3 de junio de 1989                         | El Cairo                                   | Egipto                                     | 0-2                                        | Amistoso                                   |
| 30                                         | 19 de junio de 1989                        | Montevideo                                 | Uruguay                                    | 2-2                                        | Amistoso                                   |
| 31                                         | 22 de junio de 1989                        | Santa Cruz                                 | Bolivia                                    | 1-0                                        | Amistoso                                   |
| 32                                         | 27 de junio de 1989                        | Santiago                                   | Bolivia                                    | 2-1                                        | Amistoso                                   |
| 33                                         | 2 de julio de 1989                         | Goiânia                                    | Argentina                                  | 0-1                                        | Copa América 1989                          |
| 34                                         | 6 de julio de 1989                         | Goiânia                                    | Uruguay                                    | 0-3                                        | Copa América 1989                          |
| 35                                         | 8 de julio de 1989                         | Goiânia                                    | Bolivia                                    | 5-0                                        | Copa América 1989                          |
| 36                                         | 10 de julio de 1989                        | Goiânia                                    | Ecuador                                    | 2-1                                        | Copa América 1989                          |
| 37                                         | 25 de julio de 1989                        | Arica                                      | Perú                                       | 2-1                                        | Amistoso                                   |
| 38                                         | 6 de agosto de 1989                        | Caracas                                    | Venezuela                                  | 3-1                                        | Clasificatorias Italia 1990                |
| 39                                         | 13 de agosto de 1989                       | Santiago                                   | Brasil                                     | 1-1                                        | Clasificatorias Italia 1990                |
| 40                                         | 27 de agosto de 1989                       | Mendoza                                    | Venezuela                                  | 5-0                                        | Clasificatorias Italia 1990                |
| 41                                         | 3 de septiembre de 1989                    | Río de Janeiro                             | Brasil                                     | 0-2                                        | Clasificatorias Italia 1990                |

## Selección nacional
Vistió la camiseta de la Selección de fútbol de Chile en seis partidos durante los años 60.

### Participaciones en Clasificatorias a Copas del Mundo
| Eliminatorias                 | País       | Resultado   | Posición     | PJ | Goles |
| ----------------------------- | ---------- | ----------- | ------------ | -- | ----- |
| Eliminatorias Suecia 1958     | Suecia     | Eliminado   | 3.er Grupo 2 | 0  | 0     |
| Eliminatorias Inglaterra 1966 | Inglaterra | Clasificado | 1.er Grupo 2 | 1  | 0     |

### Partidos internacionales
| Partidos internacionales | Partidos internacionales | Partidos internacionales                    | Partidos internacionales | Partidos internacionales | Partidos internacionales | Partidos internacionales | Partidos internacionales | Partidos internacionales | Partidos internacionales      |
| N.º                      | Fecha                    | Estadio                                     | Local                    | Resultado                | Visitante                | Goles                    | Asistencias              | DT                       | Competición                   |
| ------------------------ | ------------------------ | ------------------------------------------- | ------------------------ | ------------------------ | ------------------------ | ------------------------ | ------------------------ | ------------------------ | ----------------------------- |
| 1                        | 24 de septiembre de 1964 | Estadio Monumental, Buenos Aires, Argentina | Argentina                | 5-0                      | Chile                    |                          |                          | Francisco Hormazábal     | Copa Carlos Dittborn 1964     |
| 2                        | 14 de octubre de 1964    | Estadio Nacional, Santiago, Chile           | Chile                    | 1-1                      | Argentina                |                          |                          | Francisco Hormazábal     | Copa Carlos Dittborn 1964     |
| 3                        | 28 de abril de 1965      | Estadio Nacional, Lima, Perú                | Perú                     | 0-1                      | Chile                    |                          |                          | Francisco Hormazábal     | Copa del Pacífico 1965        |
| 4                        | 9 de mayo de 1965        | Estadio Nacional, Santiago, Chile           | Chile                    | 0-0                      | Uruguay                  |                          |                          | Francisco Hormazábal     | Copa Juan Pinto Durán 1965    |
| 5                        | 16 de mayo de 1965       | Estadio Centenario, Montevideo, Uruguay     | Uruguay                  | 1-1                      | Chile                    |                          |                          | Francisco Hormazábal     | Copa Juan Pinto Durán 1965    |
| 6                        | 15 de agosto de 1965     | Estadio Modelo, Guayaquil, Ecuador          | Ecuador                  | 2-2                      | Chile                    |                          |                          | Francisco Hormazábal     | Eliminatorias Inglaterra 1966 |
| Total                    | Total                    | Total                                       | Presencias               | 6                        | Goles                    | 0                        |                          |                          |                               |

| Selección chilena | Selección chilena | Selección chilena |
| Año               | Partidos          | Goles             |
| ----------------- | ----------------- | ----------------- |
| 1964              | 2                 | 0                 |
| 1965              | 4                 | 0                 |
| Total             | 6                 | 0                 |

## Clubes

### Como futbolista
| Club               | País  | Año       |
| ------------------ | ----- | --------- |
| Magallanes         | Chile | 1957      |
| Deportes La Serena | Chile | 1958-1964 |
| Palestino          | Chile | 1965      |
| Colo-Colo          | Chile | 1966-1969 |
| Deportes La Serena | Chile | 1970      |
| Ñublense           | Chile | 1971-1972 |

### Como entrenador
| Club                         | País  | Año       |
| ---------------------------- | ----- | --------- |
| Selección sub-20 de Chile    | Chile | 1975      |
| Colo-Colo                    | Chile | 1976      |
| Audax Italiano               | Chile | 1977      |
| Universidad Católica         | Chile | 1978      |
| O'Higgins                    | Chile | 1979      |
| Unión Española               | Chile | 1980      |
| O'Higgins                    | Chile | 1981      |
| Rangers                      | Chile | 1983      |
| Unión Española               | Chile | 1984-1985 |
| Everton                      | Chile | 1986      |
| Palestino                    | Chile | 1986-1987 |
| Selección de fútbol de Chile | Chile | 1987-1989 |
| Palestino                    | Chile | 1996      |
| Magallanes                   | Chile | 2002-2003 |
| Santiago Morning             | Chile | 2006      |

## Palmarés

### Como futbolista
| Título     | Equipo             | País  | Año  |
| ---------- | ------------------ | ----- | ---- |
| Copa Chile | Deportes La Serena | Chile | 1960 |